# Avelon
Der Avelon ist ein Fluss in Frankreich, der im Département Oise in der Region Hauts-de-France verläuft. Er entspringt in der Landschaft Pays de Bray, an der Gemeindegrenze von Villembray und Senantes, entwässert generell in südöstlicher Richtung und mündet nach rund 23 Kilometern im Stadtgebiet von Beauvais als rechter Nebenfluss in den Thérain.
Rechte Zuflüsse des Avelon sind die Bäche Ruisseau de Raques (4,5 km) in der Gemeinde Blacourt, Ruisseau du Moulinet in der Gemeinde Saint-Paul sowie Ru d’Auneuil in der Gemeinde Rainvillers, linke Zuflüsse sind der Ru d’Evaux (6,2 km) in der Gemeinde Lachapelle-aux-Pots und der Ru de Boyauval in Saint-Paul.

## Orte am Fluss
- Villembray
- Avelon, Gemeinde Blacourt
- Lachapelle-aux-Pots
- Le Becquet, Gemeinde Saint-Paul
- Aux Marais
- Goincourt
- Beauvais